# El Bibane
El Bibane  (in arabo البيبان‎?) è un centro abitato e comune rurale del Marocco situato nella provincia di Taounate, regione di Fès-Meknès. Conta una popolazione di 6 303 abitanti (censimento 2014).